# Fechtweltmeisterschaften 1981
Die 31. Fechtweltmeisterschaft fand 1981 in Clermont-Ferrand statt. Es wurden acht Wettbewerbe ausgetragen, sechs für Herren und zwei für Damen.

## Herren

### Florett, Einzel
| Platz | Land | Sportler         |
| ----- | ---- | ---------------- |
| 1     | URS  | Wladimir Smirnow |
| 2     | ROU  | Petru Kuki       |
| 3     | ITA  | Angelo Scuri     |

### Florett, Mannschaft
| Platz | Land           | Sportler                                                              |
| ----- | -------------- | --------------------------------------------------------------------- |
| 1     | Sowjetunion    | Wladimir Smirnow, Alexander Romankow, Juri Lykow, Sabirdschan Rusijew |
| 2     | Italien        | Angelo Scuri, Andrea Borella, Mauro Numa, Carlo Montano               |
| 3     | BR Deutschland | Matthias Behr, Harald Hein, Frank Beck, Mathias Gey                   |

### Degen, Einzel
| Platz | Land | Sportler            |
| ----- | ---- | ------------------- |
| 1     | HUN  | Zoltán Székely      |
| 2     | URS  | Alexander Moschajew |
| 3     | FRG  | Elmar Borrmann      |

### Degen, Mannschaft
| Platz | Land        | Sportler                                                                        |
| ----- | ----------- | ------------------------------------------------------------------------------- |
| 1     | Sowjetunion | Aschot Karagjan, Alexander Moschajew, Leonid Dunajew, Valeri Hondogo            |
| 2     | Schweiz     | François Suchanecki, Gabriel Nigon, Daniel Giger, Michel Poffet, Patrice Gaille |
| 3     | Ungarn      | Ernő Kolczonay, Balázs Dénes, Zoltán Székely, László Pethő                      |

### Säbel, Einzel
| Platz | Land | Sportler       |
| ----- | ---- | -------------- |
| 1     | POL  | Dariusz Wódke  |
| 2     | HUN  | Imre Gedővári  |
| 3     | ITA  | Michele Maffei |

### Säbel, Mannschaft
| Platz | Land        | Sportler                                                             |
| ----- | ----------- | -------------------------------------------------------------------- |
| 1     | Ungarn      | György Nébald, Rudolf Nébald, Imre Gedővári, Pál Gerevich            |
| 2     | Sowjetunion | Mikalaj Aljochin, Andrei Alschan, Wiktor Krowopuskow, Michail Burzew |
| 3     | Polen       | Leszek Jabłonowski, Jacek Bierkowski, Tadeusz Piguła, Dariusz Wódke  |

## Damen

### Florett, Einzel
| Platz | Land | Sportlerin       |
| ----- | ---- | ---------------- |
| 1     | FRG  | Cornelia Hanisch |
| 2     | CHN  | Luan Jujie       |
| 3     | ITA  | Dorina Vaccaroni |

### Florett, Mannschaft
| Platz | Land           | Sportlerinnen                                                             |
| ----- | -------------- | ------------------------------------------------------------------------- |
| 1     | Sowjetunion    | Larissa Zagarajewa, Marina Sobolewa, Walentina Sidorowa, Nailja Giljasowa |
| 2     | BR Deutschland | Cornelia Hanisch, Ute Wessel, Ingrid Losert, Sabine Bischoff              |
| 3     | Ungarn         | Ildikó Schwarczenberger, Edit Kovács, Zsuzsanna Szőcs, Gertrúd Stefanek   |